# 傅仁均
傅仁均，滑州白馬人。唐朝官员、天文学家。
隋朝大業中，是東都道士，精於曆算。唐朝太史令庾儉、太史丞傅奕推薦傅仁均撰成《戊寅元歷》，李淳風駁其缺點有十八條之多，議者多附淳風，李淳風編成新曆，史稱《麟德歷》。後傅仁均直太史局，官至太史令。《太平廣記》載薛頤欠仁均五千兩錢，仁均死後，其債未償，后來薛頤作夢夢見了仁均，跟他要債給傅奕。

## 延伸阅读
[在维基数据编辑]
 在维基文库阅读此作者作品
 《舊唐書·卷79》，出自刘昫《舊唐書》